# Hypsilurus ornatus
Espèce
Hypsilurus ornatus est une espèce de sauriens de la famille des Agamidae.

## Description
Hypsilurus ornatus est un lézard de taille moyenne, avec une longue queue et une crête sur le dos.

## Répartition
Cette espèce est endémique de la province des Hautes-Terres méridionales en Papouasie-Nouvelle-Guinée.
En 2017, un seul spécimen de cette espèce avait été identifé, la taille de la population est donc inconnue.

## Publication originale
- Manthey & Denzer, 2006 : A revision of the Melanesian-Australian angle head lizards of the genus Hypsilurus (Sauria: Agamidae: Amphibolurinae), with description of four new species and one new subspecies. Hamadryad, vol. 30, no 1/2, p. 1–40.